# 한수영
한수영(본명: 한승연, 1982년 5월 4일 ~ )은 대한민국의 가수이다.

## 학력
- 조선대학교 음악교육학과 졸업

## 경력
- 2010년 남자의 자격 <남자 그리고 하모니> 출연
- 2017년 한국법무보호복지공단 홍보대사
- 그룹 '사랑의 자격' 멤버

## 수상
- 2013년 제4회 광주 전남 사회공헌대축전 대상 수상
- 2014년 제20회 대한민국 연예예술상 성인가요 신인상

## 데뷔
- 2009년 싱글 앨범 "당신의 마음"

## 음반
- 2009년 당신의 마음
- 2010년 사랑의 자격 PJ.1
- 2011년 한수영
- 2012년 엘리베이터
- 2012년 연서
- 2013년 나도 몰래
- 2013년 왕가네 식구들 OST Part.2 - 사랑인가 봅니다
- 2014년 Han Soo Young
- 2014년 당신만이 내 사랑 OST - 당신만이 내 사랑
- 2016년 사랑의 약속
- 2017년 내 남자의 비밀 OST Part.1 - 이별의 그늘
- 2018년 내 남자의 비밀 - 이별의 그늘
- 2019년 촛불에 흐르는 연가 Vol. 2